# Лесковіца
Лесковіца (рум. Lescovița) — село у повіті Караш-Северін в Румунії. Входить до складу комуни Найдеш.
Село розташоване на відстані 363 км на захід від Бухареста, 54 км на південний захід від Решиці, 101 км на південь від Тімішоари.

## Населення
За даними перепису населення 2002 року у селі проживали 356 осіб. Рідною мовою 352 особи (98,9%) назвали румунську.
Національний склад населення села:
| Національність | Кількість осіб | Відсоток |
| -------------- | -------------- | -------- |
| румуни         | 322            | 90,4%    |
| серби          | 34             | 9,6%     |